# Thomas Bayes
Thomas Bayes, född cirka 1702 i London, död 17 april 1761 i Royal Tunbridge Wells, var en engelsk matematiker, statistiker och presbyteriansk präst. Han är mest känd för att ha beskrivit ett matematiskt samband som senare av Richard Price formulerades om till Bayes sats. Det publicerades 1764 som Essay towards solving a problem in the doctrine of chances i Philosophical Transactions of the Royal Society of London.